# Theocris saga
Theocris saga – gatunek chrząszcza z rodziny kózkowatych i podrodziny zgrzypikowych. Jedyny przedstawiciel rodzaju Theocris.

## Zasięg występowania
Afryka Zachodnia i Środkowa, notowany w Wybrzeżu Kości Słoniowej, Republice Środkowoafrykańskiej, Gabonie oraz Demokratycznej Republice Konga.